# 392

## Události
- 8. listopadu Zákon císaře Theodosia I.  prohlásil křesťanství jediným náboženstvím v římské říši a zakázal jakékoliv pohanské bohoslužby.[1]

## Hlavy států
- Papež – Siricius (384–399)
- Římská říše – Theodosius I. (východ) (379–395), Valentinianus II. (západ) (375–392), Eugenius (392–394) – uzurpátor na Západě
- Perská říše – Bahrám IV. (388–399)